# Święty Nikomedes z Rzymu
Św. Nikomedes z Rzymu – męczennik chrześcijański, święty Kościoła katolickiego, prawosławnego i wspólnoty anglikańskiej.

## Życiorys
Żywot Nikomedesa jest bardzo słabo udokumentowany; wzmianki o nim pochodzą z czasów późniejszych. Jedyną pewną informacją o nim jest to, że poniósł śmierć męczeńską. Niektóre źródła podają bardziej szczegółowe dane, sugerując, iż był rzymskim kapłanem straconym za pomaganie chrześcijanom i za udzielanie im pogrzebu (Nikomedes miał pochować szczątki św. Felikuli), jednak nie są one w pełni wiarygodne.
Najwięcej wiadomości o Świętym dostarczają legendy. Wedle tradycji Nikomedes był prezbiterem chrześcijańskim, który udzielił sakramentu dla umierających męczenników Nereusza i Achillesa. Sam miał być ubiczowany na śmierć pod koniec I wieku, podczas prześladowań za panowania Domicjana. Następnie wrzucono jego ciało do Tybru, skąd miał je wyłowić człowiek imieniem Giusto i pochować przy drodze Via Nomentana. Nie zachowały się jednak żadne dowody na potwierdzenie tego przekazu. Inna relacja mówi o tym, że jego męczeństwo miało miejsce w IV wieku, podczas gdy cesarzem był Maksymian.
Męczennik, jak mówi legenda, mógł zostać pochowany w katakumbach przy drodze Via Nomentana. Wskazuje na to m.in. Liber Pontificalis, wzmiankując o kościele pw. Nikomedesa, znajdującego się za bramą Nomentana. Kościół ten, odrestaurowany później przez papieża Hadriana I, został zbudowany w miejscu pochówku Świętego.